# Harburger SC
Der Harburger SC (vollständiger Name: Harburger Sportclub 1904/07 e. V. Borussia Rasensport) ist ein Sportverein aus dem Hamburger Stadtteil Marmstorf. Die erste Fußballmannschaft spielt in der Bezirksliga Süd. Der Stammverein Borussia Harburg spielte zwischen 1934 und 1941 in der damals erstklassigen Gauliga Niedersachsen bzw. Nordmark, während der andere Stammverein Rasensport Harburg in der Saison 1964/65 in der Regionalliga Nord spielte.

## Geschichte

### Borussia Harburg
Der Fußballclub Borussia Harburg wurde am 18. Juli 1904 durch unzufriedene Mitglieder des FC Viktoria Harburg gegründet. Drei Jahre später schloss sich der FC Viktoria der Borussia an. Im Jahre 1910 wurde die Borussia Meister von Nordhannover und spielte in der Saison 1913/14 in der Verbandsliga Nord. Drei Jahre später wurden die Harburger durch einen 4:1-Sieg über den Marine SC Wilhelmshaven Norddeutscher Meister. Wegen des Ersten Weltkrieges wurde allerdings keine deutsche Meisterschaft ausgespielt.
1920 erreichte die Borussia erneut das Endspiel um die norddeutsche Meisterschaft, welches mit 1:2 gegen den SV Arminia Hannover verloren wurde. Im Jahre 1934 stiegen die Harburger in die Gauliga Niedersachsen auf. Durch das Groß-Hamburg-Gesetz wechselte die Borussia zur Saison 1937/38 in die Gauliga Nordmark, aus der die Borussia im Jahr 1941 abstieg.
Nach dem Zweiten Weltkrieg spielte die Borussia zwischen 1954 und 1970 insgesamt sechs Jahre in der damals zweitklassigen Amateurliga Hamburg. Am 12. März 1970 fusionierte der FC Borussia mit dem Verein Rasensport Harburg zum Harburger SC. Ehemalige Mitglieder der Borussia gründeten im Jahre 1981 den FC Borussia 1981 Harburg, der sich schon im Jahre 1988 wieder auflöste.

### Rasensport Harburg
Am 1. Oktober 1907 gründeten Mitglieder der wilden Vereine Sportmannschaft Harburg und Germania Harburg den Fußballclub Britannia Harburg. Im Jahre 1914 wurde der Vereinsname zunächst in Harburger Ballspielverein 1907 geändert. Nachdem der Verein im Frühjahr 1919 zunächst den Namen FC Britannia 1907 Harburg annahm wurde der Name im November 1919 in Verein für Rasensport Harburg geändert. Im Volksmund wurde der Verein als Rasensport Harburg bezeichnet.
Im Jahre 1935 schafften die Rasensportler den Aufstieg in die Gauliga Niedersachsen, die für zwei Jahre gehalten werden konnte. Nach dem Abstieg folgte der direkte Wiederaufstieg, jedoch in die Gauliga Nordmark. Der Klassenerhalt wurde jedoch knapp verfehlt. Nach dem Zweiten Weltkrieg spielte Rasensport für viele Jahre in der Amateurliga Hamburg. Unter Trainer „Eugen“ Pöhler schaffte die Mannschaft den Aufstieg in die Regionalliga Nord.
Die Regionalliga war jedoch eine Nummer zu groß für die Rasensportler, die als Tabellenletzter wieder absteigen mussten. Im Jahre 1968 stieg die Mannschaft aus der Amateurliga ab und musste zwei Jahre später auch aus dieser Liga absteigen. Es war die letzte Saison der Rasensportler vor der Fusion mit der Borussia.

### Harburger SC
Nach der Fusion spielte der HSC noch für einige Jahre in der Amateurliga Hamburg. Der größte Erfolg dabei war der dritte Platz in der Saison 1972/73. Im Jahre 1975 stieg die Mannschaft aus der Amateurliga ab. Zwischen 1977 und 1984 sowie in den späten 1990er Jahren kehrte der Harburger SC noch einmal in die Landesliga zurück. Später spielte die erste Mannschaft in der Bezirksliga, aus der sie 2015 abstieg. Zur Saison 2023/2024 gelang für ein Jahr die Rückkehr in die Landesliga (Hansa-Staffel).

### Futsal
Seit 2017 nimmt unter dem Namen Sparta Futsal HSC eine Futsalmannschaft unter dem Dach des Harburger SC am Spielbetrieb der seinerzeit erstklassigen Regionalliga Nord teil. In der Saison 2017/18 belegte sie den sechsten Platz, in der Saison 2018/19 den dritten Platz. In der Saison 2022/23 konnten die Futsaler des HSC sich als Meister der Regionalliga Nord für die Relegation zur Futsal-Bundesliga qualifizieren, unterlagen dort jedoch dem FC Liria Berlin und den Futsal Panthers Köln.

## Weitere Sportarten

### Badminton
Die Badminton-Abteilung spielte Anfang der 1970er Jahre in der Landesliga, der höchsten Hamburger Spielklasse. Derzeit spielt die erste Mannschaft in der Kreisklasse A.

### Tischtennis
Bei beiden Gründungsvereinen bestanden seit 1941 bzw. 1945 Tischtennisabteilungen. Zum Zeitpunkt der Fusion gab es bei Borussia vier Herren-, drei Damen-, und eine Jungen-Mannschaft, während Rasensport über zwei Herren-Mannschaften verfügte. Die Borussen spielten sowohl bei den Damen als auch bei den Herren in der Stadtliga, der höchsten Hamburger Klasse. Dort spielte der HSC dann auch in den 1970er Jahren. Derzeit verfügt der Harburger SC nur noch über eine Herren-Mannschaft (1. Kreisliga).

### Volleyball
Die Volleyball-Damenmannschaft stieg 1984 in die zweite Bundesliga auf.